# Józef Rotblat
Sir Józef Rotblat (Varsavia, 4 novembre 1908 – Londra, 31 agosto 2005) è stato un fisico polacco naturalizzato britannico.

## Biografia
Józef Rotblat nacque il 4 novembre 1908 da una famiglia ebrea polacca a Varsavia, in quella che allora era la Polonia russa. Era uno di sette figli, due dei quali morirono in tenera età. Suo padre, Zygmunt Rotblat, fondò e gestì un'attività di carrozze trainate da cavalli, possedeva terreni e allevava cavalli. I primi anni di Józef furono trascorsi in quella che era una famiglia prospera, ma le circostanze cambiarono allo scoppio della prima guerra mondiale. I confini furono chiusi e i cavalli della famiglia furono requisiti, portando al fallimento dell'azienda e alla povertà per la loro famiglia. Nonostante avesse un background religioso, all'età di 10 anni dubitò dell'esistenza di Dio ed in seguito divenne agnostico.
Durante la seconda guerra mondiale partecipò al progetto Manhattan a Los Alamos per la costruzione della bomba atomica. Lasciò il progetto per motivi di coscienza quando fu chiaro, nel 1944, che la Germania non stava sviluppando un analogo progetto di ricerca sulla bomba atomica. Per questo venne radiato con disonore. Fu l'unico tra le centinaia di scienziati, tra cui 31 premi Nobel, che lavoravano alla bomba a prendere tale decisione. Nel 1955 fu il più giovane dei firmatari del Manifesto Russel-Einstein sui pericoli delle armi nucleari.
Tornato in Inghilterra insegnò fisica all'Università di Liverpool. Dal 1949 fino alla fine della carriera insegnò fisica al St. Bertholomew's Hospital di Londra dove, nel 1976, divenne professore emerito.
Nel 1995 gli fu conferito il premio Nobel per la pace, insieme all'associazione Pugwash Conferences on Science and World Affairs, della quale fu uno dei fondatori, per la lotta contro lo studio e l'utilizzo delle armi nucleari.